# FIFA女子クラブワールドカップ2028
FIFA女子クラブワールドカップ2028（英: FIFA Women's Club World Cup 2028）は、2028年1月から2月にかけて開催予定の第1回FIFA女子クラブワールドカップである。大会は19のクラブチームで争われる。当初2026年の開催が予定されていたが、2年延期された。